# Торф
Торф — органічна гірська порода, що утворилася внаслідок відмирання і розкладу залишків болотних рослин.  Торф є гірською породою осадового походження, входить в групу паливних корисних копалин.  Його вважають початковою стадією в процесі утворення викопного вугілля та використовують як паливо в будівництві, хімічній промисловості, в сільському господарстві. 
Згадки про торф як паливо для приготування їжі трапляються у «Природничій історії» (46 р. н. е.) римського історика Плінія Старшого. Близько 60 % усіх заболочених територій у світі мають запаси торфу.
З XII століття торф як паливний матеріал використовували у Нідерландах і Шотландії, пізніше його почала використовувати вся Західна Європа в металургії та як паливо в побуті. З початком газифікації (використання горючого газу, аміаку, оцтової кислоти й дьогтю) на кінець XIX — початок XX століть попит на торф зменшився.

## Утворення торфу

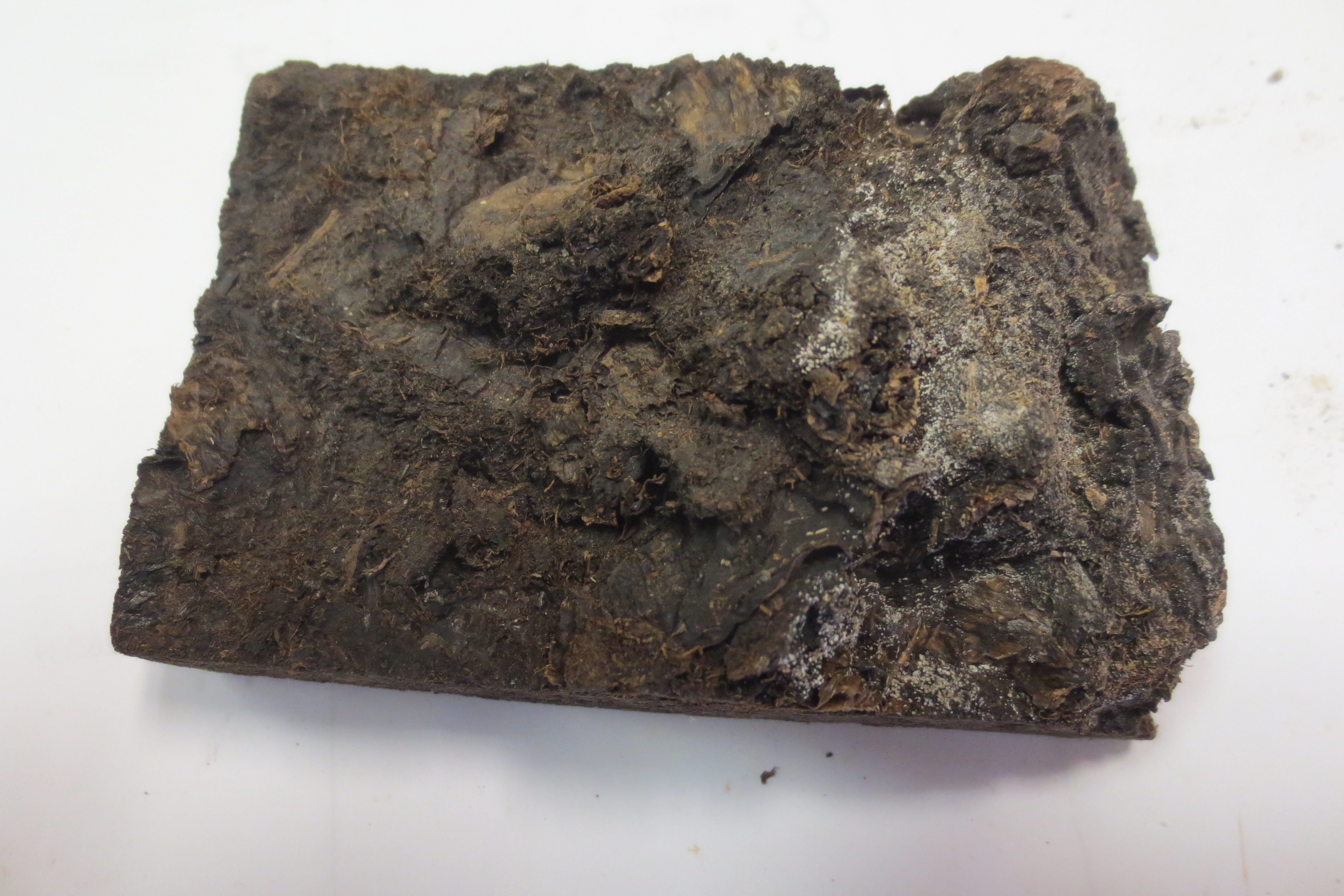
Шматок торфу

Утворення торфу відбувається при високій вологості, наявності рослинності та умовах заболочення. Торфовища можуть формуватися на ставках, невеликих озерах та верхових болотах. З рослинних залишків (трави, мохів та деревини), створюються шари на дні водойми, які не мають доступ повітря, та під дією мікроорганізмів виникає оглеєння і накопичення органічних решток у вигляді торфу. Окисні процеси з часом утворюють торф, що має до 50% мінералізації. Характеристики деяких болотних рослин активно сприяють формуванню боліт. Сфагнові мохи відіграють основну роль в утворенні торфу, вони активно виділяють дубильні речовини, які зберігають органічні речовини, а також постійно підтримують вологість через спеціальні клітини, які можуть вивільняти воду.
Торфоутворення є повільним процесом: у природних торфовищах річна швидкість виробництва біомаси перевищує швидкість її розкладання. Щорічний приріст біомаси коливається від 10 до 25 мм і залежить від видів рослин, кліматичних умов та типу боліт, а щорічний приріст торфу становить лише 0,5–1 мм на рік.  Саме тому потрібні «тисячі років, щоб торфовища накопичили відкладення від 1,5 до 2,3 м».
Торф є відновлюваним ресурсом, який продовжує накопичуватися на 60% світових торфовищ.
У процесі торфоутворення інтенсивність накопичення торфу залежить від виду рослин: сфагнові й гіпнобрієві мохи повільно розкладаються та добре зберігаються, а від більшості трав'янистих рослин (осока, очерет, пухівка, хвощі, шейхцерія та інші) зберігаються лише залишки кореневищ. Серед деревних порід тільки у хвойних зберігається деревина, у решти — тільки кора. Тому в залежності від ступеню розкладу рослинних елементів торф може мати різний стан структури. В таблиці показано ознаки торфу за ступенем розкладу рослин:
| Ступінь розкладу | Ступінь розкладу        | Головні ознаки стану торфу |
| у, %             | Назва ступеня           | Головні ознаки стану торфу |
| менше 15         | Нерозкладений           | Торф'яна маса не проходить крізь пальці. Поверхня торфу шорстка від залишків рослин, які добре розрізняються. Вода витискається струменем, як з губки, прозора, світла                   |
| 15–20            | Дуже слабко розкладений | Вода витискається частими краплями, струменем, слабко жовтувата |
| 20–25            | Слабко розкладений      | Вода витискається у великій кількості, жовтого кольору, рослинні залишки майже відсутні                                                                                                  |
| 25–35            | Середньорозкладений     | Маса торфу майже не проходить крізь пальці. У структурі торфу розрізнюються залишки рослинності. Вода витискається частими світло-коричнюватими краплями, торф починає забруднювати руку |
| 35–45            | Добре розкладений       | Маса торфу слабко продавлюється. Вода виділяється рідкими краплями, коричнюватого кольору                                                                                                |
| 45–55            | Сильно розкладений      | Маса торфу проходить крізь пальці, забруднює пальці. У торфі помітні лише деякі рослинні залишки. Вода витискається у малій кількості, темно-коричневого кольору                         |
| 55 і більше      | Дуже сильно розкладений | Торф проходить крізь пальці у вигляді грязеподібної чорної маси. Вода не витискається. Рослинні залишки зовсім не розрізняються                                                          |

## Характеристика торфу

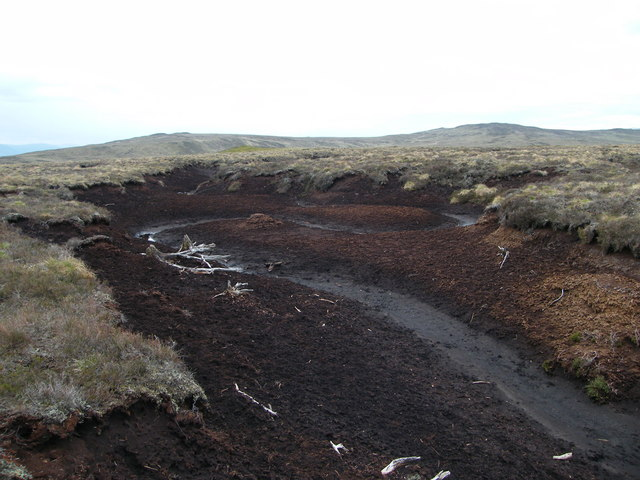
Торф'яник

Залежно від місця утворення торф поділяють на 3 типи: верховий, перехідний і низинний (за назвами типу боліт). За кольором торф може бути від ясно-жовтого до темно-коричневого (верховий) та від сіро-коричневого до землисто-чорного (низинний). За структурою він буває губчастим, волокнистим, пластично-в'язким, повстяним, шаруватим, зернистогрудкуватим через видів рослин, які домінували при торфоутворенні. Густина торфу в природних умовах складає 800-1080 кг/м³, залежить від вологості, ступеня розкладання, зольності, складу мінеральної і органічної частин. У природному стані торф містить 86-95 % води. Вологоємність торфу коливається від 6,4 до 30 кг/кг. На суху речовину містить 50–60% вуглецю та до 50% мінеральних компонентів. Склад торфу: С (48-65%), О (25-45 %), Н; N(до3,8%) , Si, Са,, оксиди Si і Са — 5%; Аl і Fe — до 1,6%; Mg; Р; мікроелементи: Zn, Cu, Co і Мо; Мn. 
Його максимальна теплота згоряння становить 24 МДж/кг.
| Компоненти                        | Тип торфу | Тип торфу  | Тип торфу |
| Компоненти                        | Низинний  | Перехідний | Верховий  |
| Бітум                             | 4,2%      | 6,6%       | 7,0%      |
| Водорозчинні і легкогідролізовані | 25,2%     | 23,9%      | 35,8%     |
| Гумінові кислоти                  | 40,2%     | 37,8%      | 24,7%     |
| Фульвокислоти                     | 15,5%     | 15,7%      | 16,6%     |
| Целюлоза (важкогідролізовані)     | 2,4%      | 3,6%       | 7,3%      |
| Лігнін (негідролізований залишок) | 12,3%     | 11,4%      | 7,4%      |

## Класифікація торфу

Класифікація видів торфу

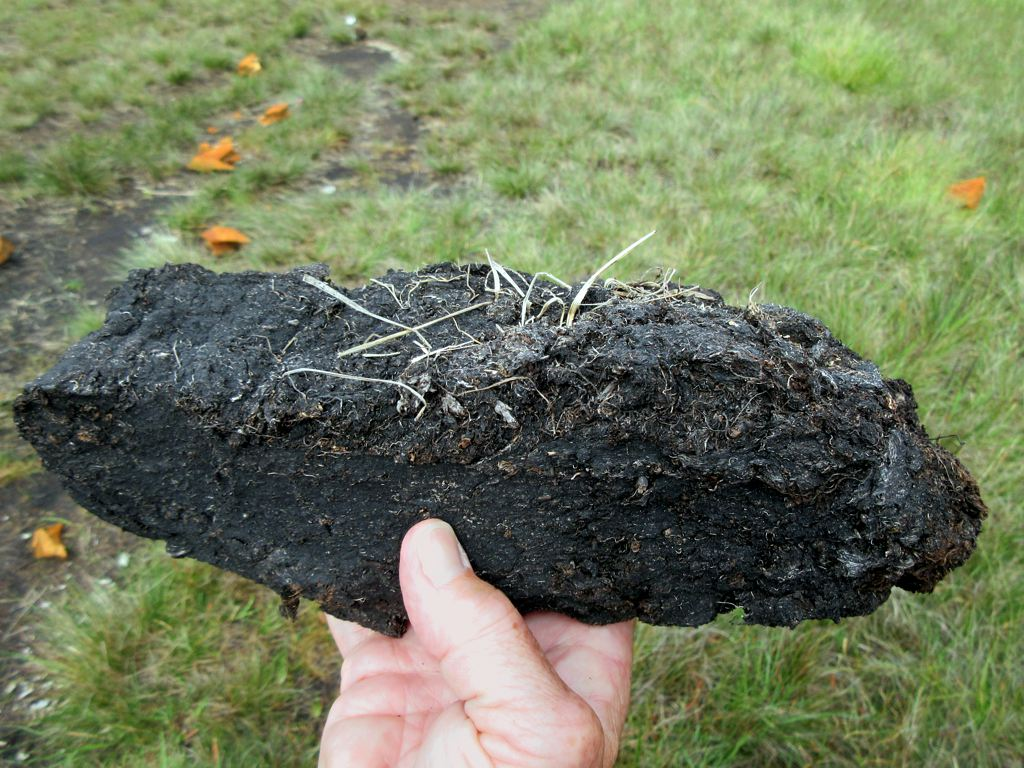
Низинний торф

Торфоутворення здійснюється в зонах заболочення. Відповідно поділу боліт на верхові, низинні та перехідні, торф поділяється на типи за назвою місця утворення.  Різниця в типах торфу ґрунтується на кількості залишок відповідної рослинності:
- Торф верхового типу (верховий торф) має у ботанічному складі до 95 % залишків рослинності верхових боліт;
- Торф перехідного типу (перехідний торф) — залишки рослинності верхових боліт можуть складати від 10 % до 90 %;
- Торф низинного типу (низинний торф) — в ботанічному складі не менше 95 % залишків рослинності низинних боліт. [2]

Максимальний уміст оксидів та мікроелементів виявлено у торфі низинного типу. Вміст азоту в органічній масі торфу, % — 0,6–2,5 (верховий тип) і 1,3–(низинний тип).
Кожний тип торфу поділено на три підтипи, які являють собою таксономічну одиницю класифікації видів торфу, що відображає підтип рослинності, з якої сформувався торф. Розрізняють лісовий, лісо-драговинний, і драговинний підтипи торфу. 
Підтипи торфу поділяються на групи, які у назві визначають групу рослинності, яка брала участь у торфоутворенні. Кожен тип торфу має деревну, деревно-трав'яну, деревно-мохову, трав'яну, трав'яно-мохову і мохову групи. Кожна група враховує відсоток залишку відповідного виду рослин:  
- Деревна група торфів — не менше 40 % деревних залишків;
- Деревно-трав'яна група торфів — деревних залишків від 15 % до 35 %;
- Деревно-мохова група торфів — вміст деревних залишків від 15 % до 35 %, серед недеревних переважають залишки мохи;
- Трав'яна група торфів — деревні залишки не більше 10 %, залишки мохів — до 30 %, решта — трав'янисті залишки;
- Трав'яно-мохова група торфів — деревні залишки не більше 10 %, залишки мохів — від 35 % до 65 %, решта — трав'янисті залишки;
- Мохова група торфів — деревні залишки не перевищує 10 %, вміст залишків мохів не менше 70 % [11]

### Різновиди торфу
| - Фускум-торф - Фрезерний торф - Магелланікум-торф - Торф вербовий - Торф верховий - Торф гіпновий | - Торф деревний - Торф деревно-моховий - Торф деревно-трав'яний - Торф мезотрофний - Торф моховий - Торф низинний - Торф перехідний | - Торф похований - Торф сфагновий - Торф трав'яний - Торф тростинний - Торф хвощевий - Торф шейхцерієвий - Торф ялинковий |

## Видобуток та зберігання торфу

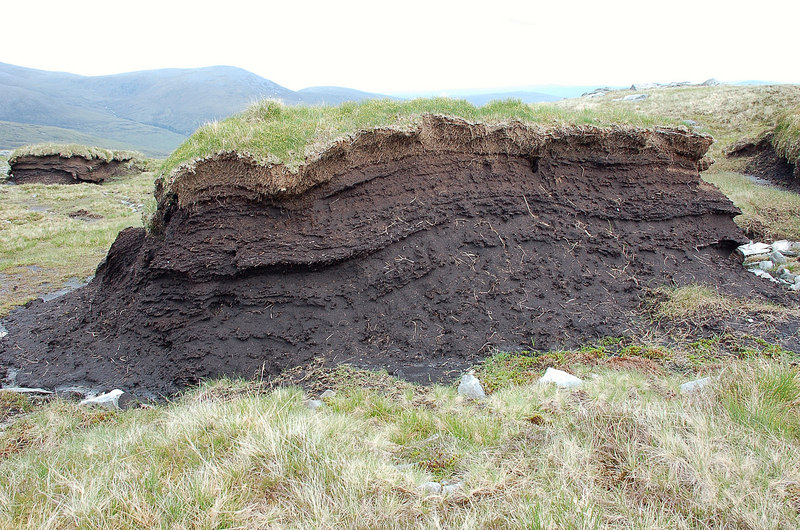
Зразок торф'яної дуги

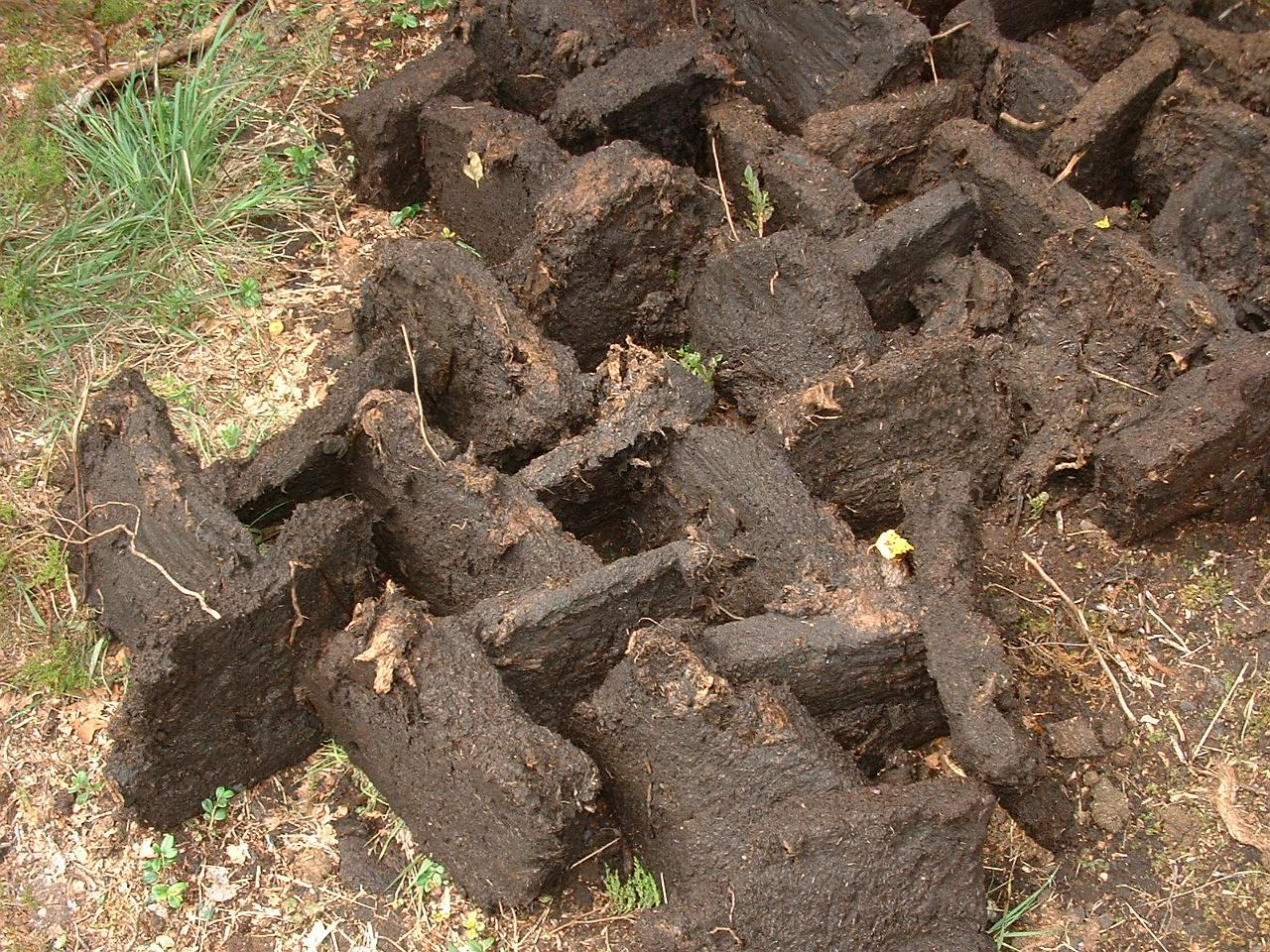
Просушування торфу після видобутку.

Добуток торфу проводять відкритим способом, через не велике заглиблення цієї корисної копалини. Спочатку територію осушують, шляхом меліораційних каналів, будівництво яких починають заздалегідь. Добуток проводять коли верхній шар торфовища сухий. Використовують машинно-формувальний, гідравлічний, екскаваторний, фрезерний та комбінований способи добутку.
Найбільш економічним є фрезерний спосіб торфодобування, бо він забезпечує комплексну механізацію усіх видів робіт: шар торфу подрібнюють (фрезерують), сушать та укладають у штабелі. Такий спосіб залежить від сезону. Треба щоб торф був найменш вологим. Фрезерний торф, що перебуває у великих штабелях, може за певних умов самонагріватися й займатися. Для запобігання цього обов'язково спостерігають за температурою торфу й застосовують перевалку шарів, що сприяє охолодженню торфу Також використовують обкладку лежалого торфу шаром сирого торфу.   

Існує дві основні схеми видобутку торфу: вирізання тонкими шарами з поверхні землі та екскаваторним глибоким на всю глибину торф'яного пласту. Відповідно технології добутий торф поділяють на витятий і кусковий. 

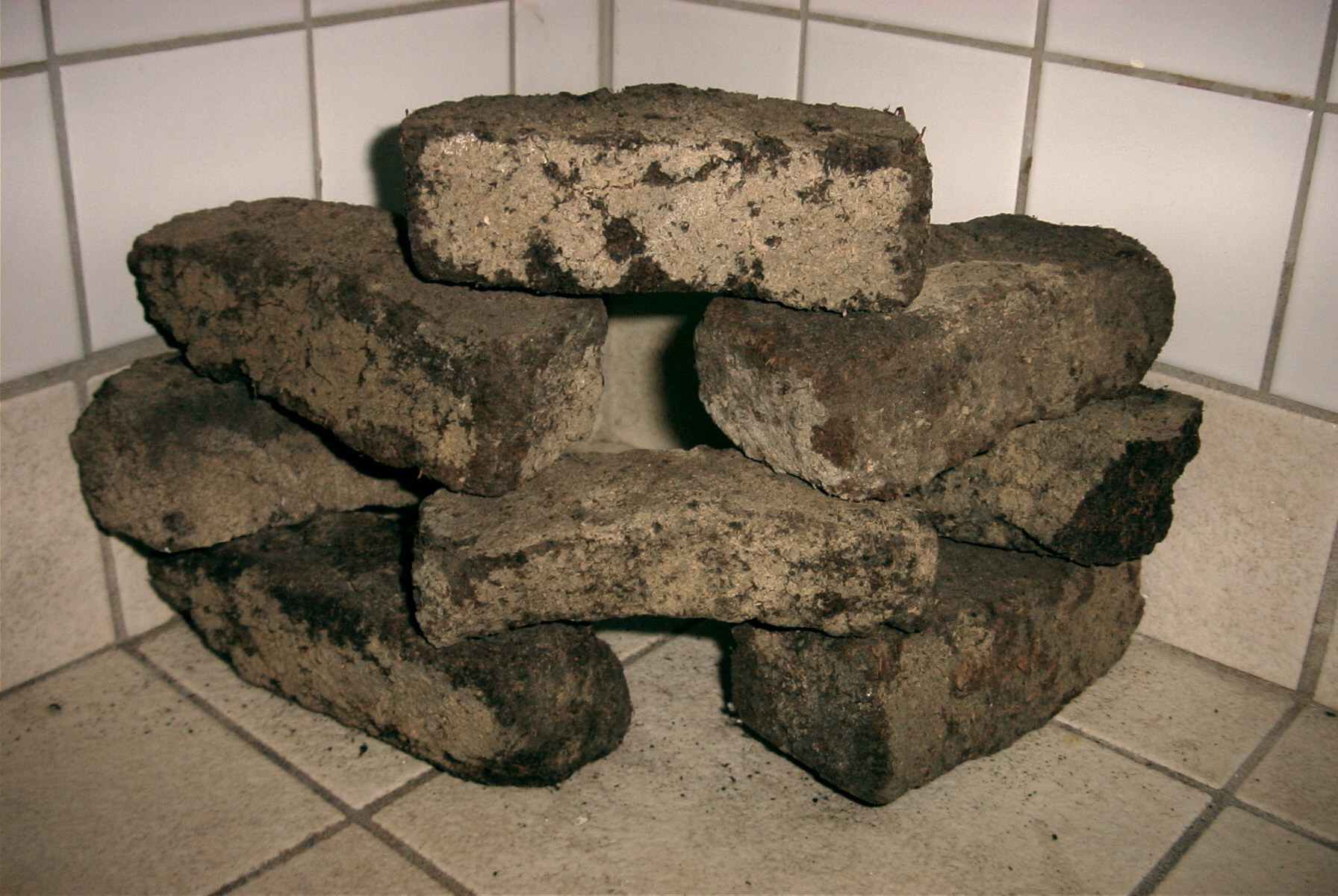
Брикети висушеного торфу

Екскаваторний метод дозволяє добувати великі торф'яні шматки розміром до 1100 г. Видобуток кускового торфу менш залежний від сезонності. Трактор має переробний пристрій, що подає торф в пресовий механізм, який під тиском формує шматки, виштовхує і складає їх на поверхні. Спресовані шматки висихають і викладаються в валки, а потім транспортуються на склад. Для транспортування торфу до місця сушки використовують аблегери.

## Розташування торфовищ у світі

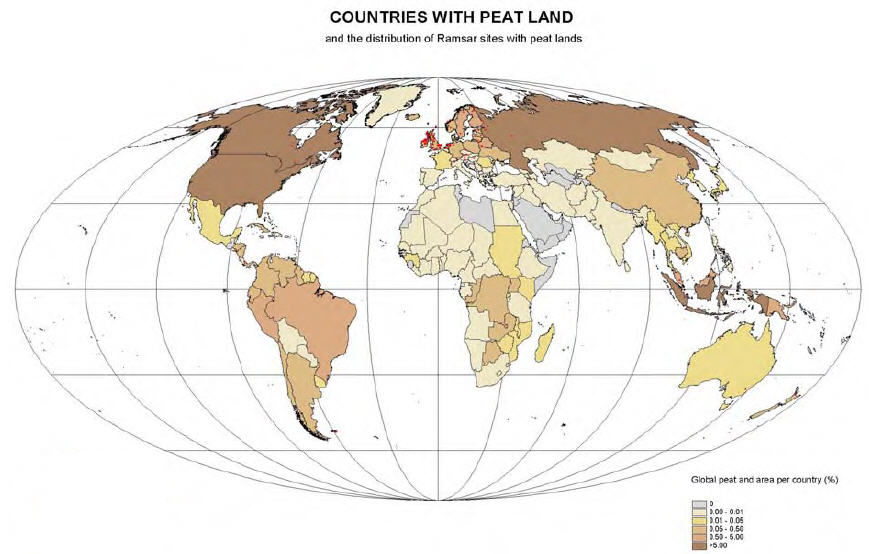
Поширеність торф'яних покладів

Площа торфу в світі становить близько 2% світового суходолу. Найбільша кількість (близько 80 %) торф'яників розташована в холодних широтах північної півкулі. Більшість світових торфовищ знаходяться в Азії (33%), Англо-Америці (32%), Латинській Америці та Карибському басейні (13%), Європі (12%) та Африці (8%), а решта (2%) розташовані в Океанії та на субантарктичних островах.
| Країна                     | Добуток, 2021 рік | Запаси, тонн |
| США                        | 420               | 150 000      |
| Білорусь                   | 1 900             | 2 600 000    |
| Канада                     | 1 300             | 720 000      |
| Естонія                    | 1 100             | 570 000      |
| Фінляндія                  | 12 000            | 6 000 000    |
| Ірландія                   | 2 300             |              |
| Латвія                     | 2 100             | 150 000      |
| Литва                      | 460               | 210 000      |
| Польща                     | 900               |              |
| Росія                      | 1 000             | 1 000 000    |
| Швеція                     | 2 400             |              |
| Україна                    | 330               |              |
| Інші країни                | 350               | 1 400 000    |
| Всього в світі (округлено) | 27 000            | 13 000 000   |

## Родовища торфу в Україні
Україна має близько 500 розвіданих родовищ торфу сумарної площі близько 1 млн га. та геологічні запаси у 2,04 млрд тонн, більшість з яких зосереджені на Поліссі.  Близько 81% видобутого в країні торфу використовують як паливо, а решту — як добрива. У паливному балансі України на торф припадає лише приблизно 0,3%. Для сільського господарства та домогосподарств виробляються торф’яні горщики для вирощування розсади, торф’яні біологічні добрива, фасований торф та набори для садівників (суміш торфу та ґрунту). У невеликих обсягах Україна експортує торф’яну продукцію, переважно як паливо. Найбільше в Україні торфодобувних підприємств у Волинській, Рівненській та Чернігівській областях. На законодавчому рівні отримати дозвіл на користування надрами з метою видобутку торфу (згідно з Кодексом України про надра, Стаття 23) можна тільки, якщо глибина розробки родовища становить більше 2-х метрів. 

## Використання торфу

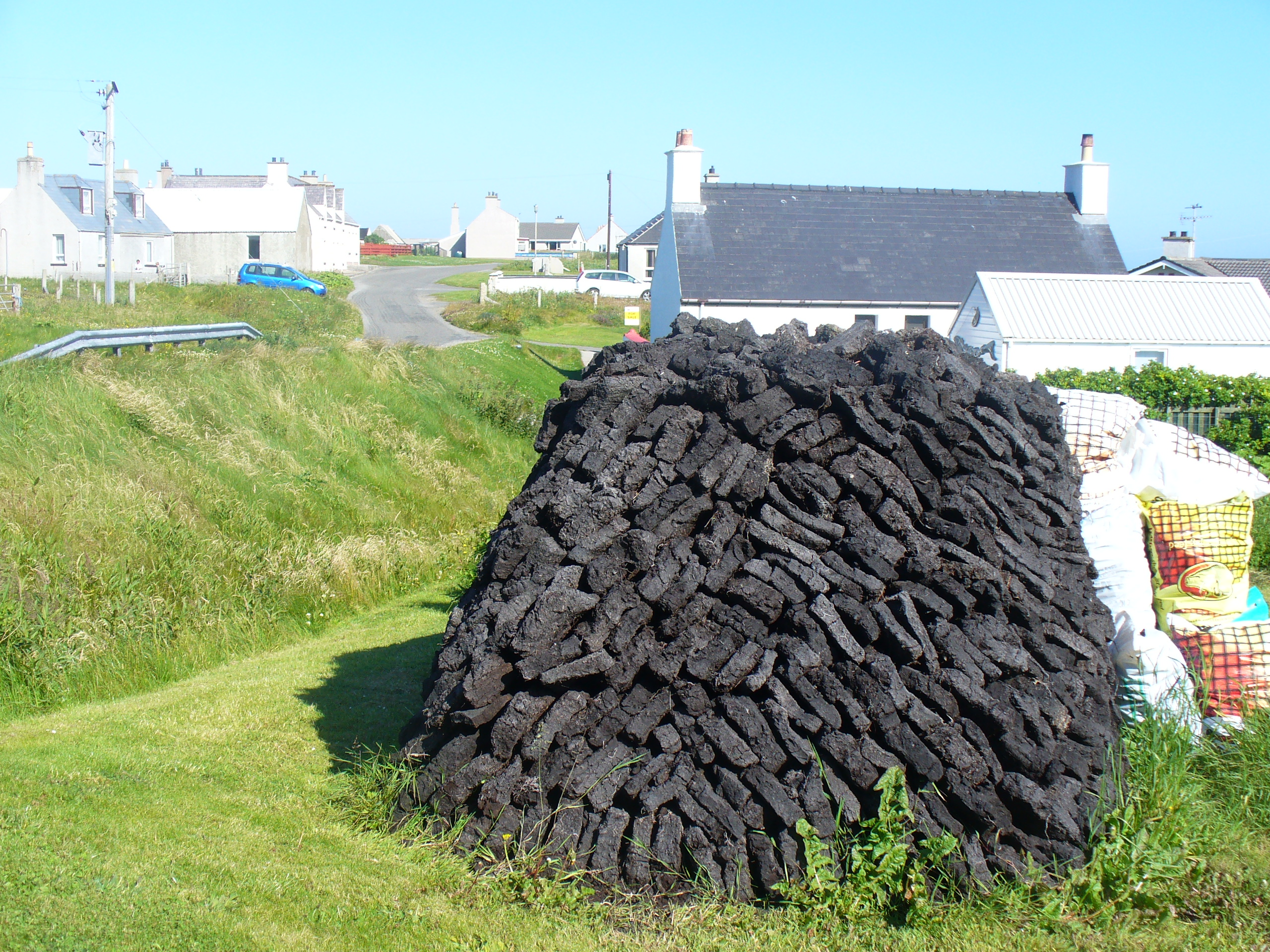
Торф'яна цегла, Велика Британія

У країнах Західної Європи видобуток і використання торфу широко розвивалися в XII—XVIII сторіччях. Торф використовувати у гамарстві, на здобування освітлювального газу. Сьогодні торф використовують у сільському господарстві та тваринництві, біохімії та енергетиці. З торфу виробляють добриво, стимулятори росту рослин, ізоляційні та пакувальні матеріали, активоване вугілля, графіт тощо. З 1 тони сухого торфу можна отримати: гумінових препаратів — 450–700 кг, барвників — 350–450 кг, целюлози — 150–200 кг, бітумів — 50–100 кг, воску — 40–50 кг, парафіну — 20–30 кг, етилового спирту — до 45 кг, оцтової кислоти — до 15 кг, щавелевої кислоти — до 200 кг, кормових дріжджів — 200–220 кг, дьогтю — 80–100 кг, дубильних речовин — до 50 кг і низку інших хімічних речовин.

### Сільське господарство
У сільському господарстві торф використовують як добриво, для виготовлення торфоперегнійних горщиків, для мульчування ґрунту, на підстилку худобі і птиці (через його бактерицидні властивості), для пакування й зберігання фруктів і овочів, а також як паливо.
Внесення торфу в ґрунт є найліпший спосіб поліпшити властивості ґрунту: він знижує вміст нітратів, запобігає нагромадженню в рослинах важких металів та інших шкідливих речовин, послаблює дію отрутохімікатів, що потрапляють до ґрунту. Торф захищає фрукти й овочі від перегрівання й замерзання, від механічних ушкоджень, також перешкоджає розвитку грибків і бактерій.
Осушені торфовища як сільськогосподарські угіддя вводяться у земельний фонд країни. 

### Енергетика

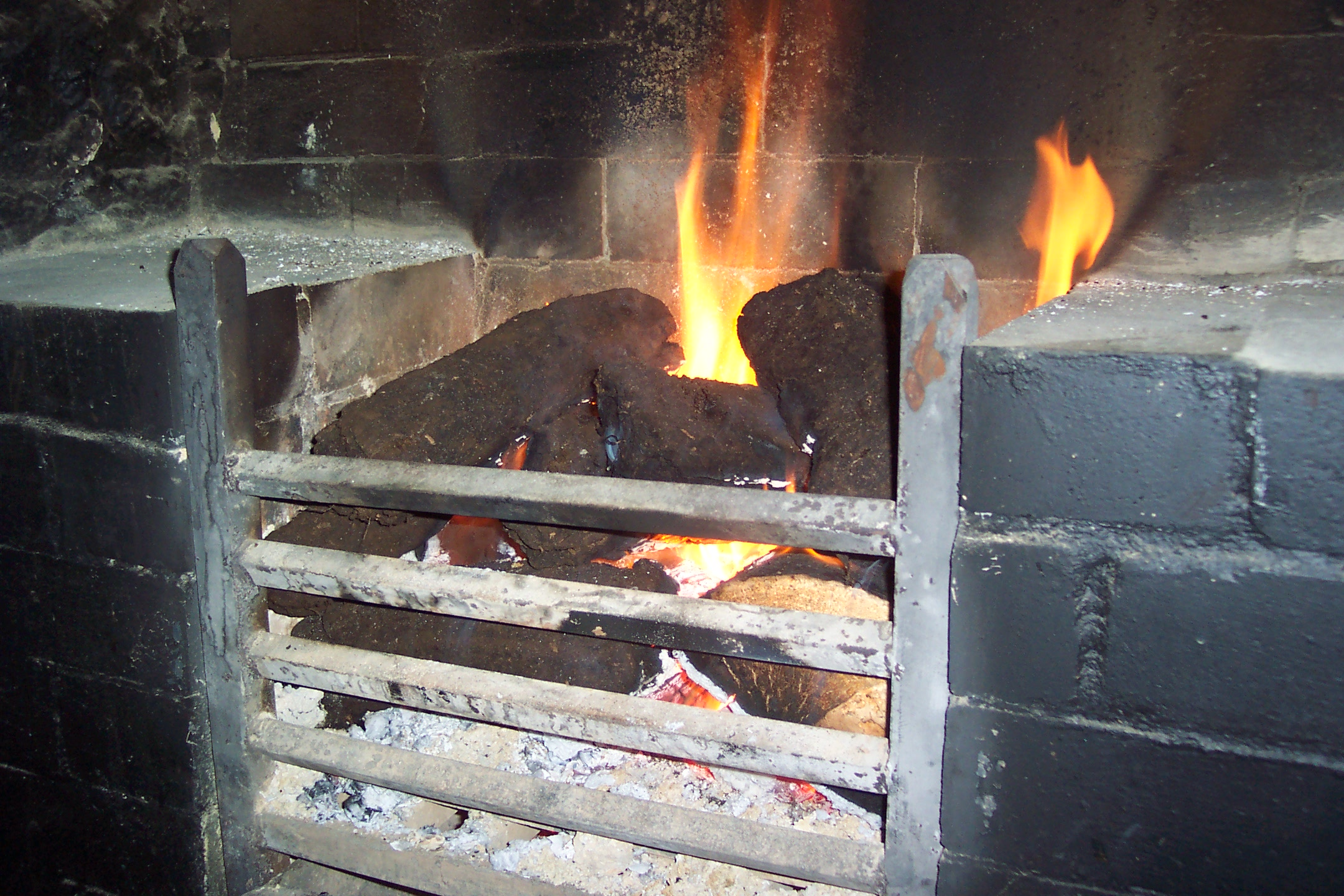
Горіння торфу.

Торф — корисна копалина, що здатна горіти без додаткової подачі кисню. Концепція використання торфу як альтернативного енергетичного палива базується на органічній складовій (вміст вуглецю), що має теплотворну здатність до 4654 кал/грам. В Європі у 2016 році два мільйони домашніх господарств використовували торф для опалення. У паливних балансах країн Північної Європи на торф припадає до 10-15%, у Фінляндії — 25%. Зараз використання торфу як альтернативне паливо доречно через екологічну СО2-політику розвинутих країн стосовно зменшення викидів в атмосферу СО2 від спалення традиційного палива в енергетиці світу до 2030 року. 
Існує три моделі використовування торфу в енергетиці:
- Спалювання готових торф'яних брикетів;
- Газифікація, яка має чистішу енергію, ніж отриману від спалювання;
- Використання газу метану безпосередньо з боліт. Цю модель можна виробляти лише в невеликих масштабах, однак з трьох моделей вона є ефективною та більш екологічною.[16]

Технологію отримання енергії з метану розроблено та використовують у Китаї і Франції. У Фінляндії торф використовують в когенерації (комбіноване виробництво тепла та електроенергії, ТЕЦ), в Ірландії торф використовують для виробництва електроенергії на конденсаційних електростанціях.

### Хімічна промисловість
За вмістом і якістю вуглеводів торф є сировиною, придатною для хімічної і біохімічної переробки. Гідролізати торфу можуть використовувати для виробництва спиртів, фенолів, кормів для тварин. Продукти гідролізу пентозанів використовують у медичній і фармацевтичній промисловості, для отримання отримувати білків, жирів, вітамінів тощо.

### Медицина
У медицині торф застосовують для грязелікування. Торф’яні процедури використовували в Європі протягом сотень років для догляду за здоров’ям і красою. Торф містить такі корисні мікроелементи, як мідь, залізо, магній, марганець, цинк і кремній. В лікувальному торфі міститься до 28% гумінових кислот, які діють в процедурах як антисептик, 10% фульвової кислоти, до 12% геміцелюлози, Целюлоза 8,55% Торфотерапія застосовується для терапії та профілактики хвороб нервової системи, опорно-рухового апарату, шлункової системи, розладів статевої сфери у чоловіків і жінок, в косметології та інших захворювань. Лікування торфом в Україні пропонується у 79 оздоровчих закладах. Найбільше воно розповсюджено у санаторних закладах на Поліссі, Поділлі, Галичині.  Найбільшим серед родовищ торфу, що використовують для лікування, в Україні вважається Моршинське, його торф використовують на курортах Шкло, Моршин (Львівська обл.), Миргород (Полтавська обл.), Хмільник (Вінницька обл.)

## Екологія

### Наслідки розробки торфовищ

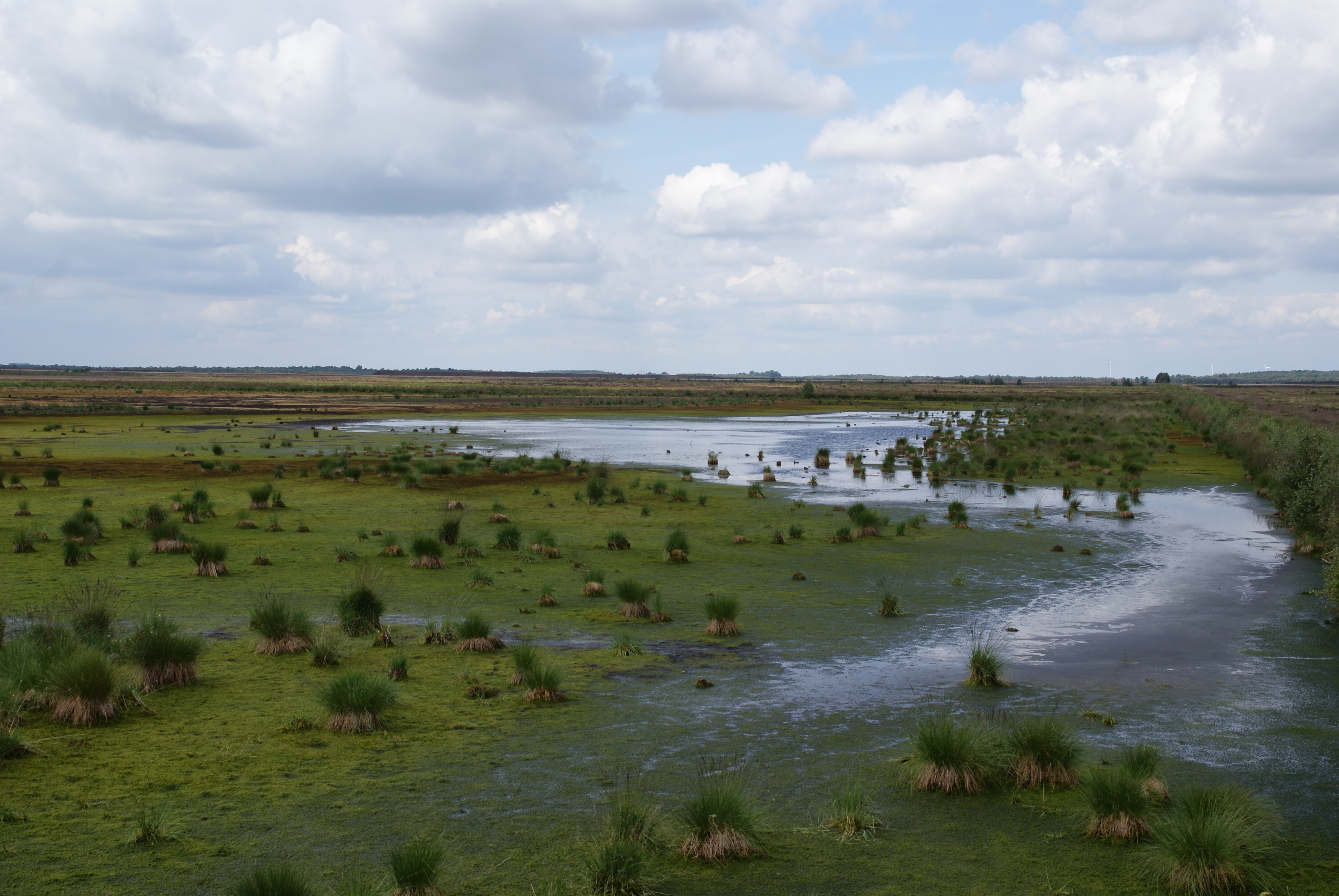
Торф'яне болото в Німеччині

У той час як деградовані торфовища спричиняють величезні проблеми для навколишнього середовища, охорони здоров’я та економіки, близько 88% світових торфовищ залишаються недеградованими в переважно природному стані, тому що вони зосереджені у віддалених і важкодоступних районах, переважно в субарктичних і бореальних зонах.
Торф'яні болота є середовищем життя багатьох біологічних видів і утримують в собі значні запаси води. Вони також мають значення для археології, позаяк добре зберігають зразки рослинності, ландшафти й людські артефакти, що важливо для палеоекології.
Торф'яники вкривають близько 3 % поверхні земної суші або від 3 850 000 до 4 100 000 км². У міру танення вічної мерзлоти, торф'яники щороку викидають в атмосферу від 20 до 45 млн метричних тонн метану. Вважається, що світові торфовища містять від 180 до 455 млрд метричних тонн зв'язаного вуглецю.
Великі площі органічних торф’яних ґрунтів осушуються для сільського й лісового господарства, та для видобутку. Це не тільки руйнує середовище існування багатьох біологічних видів, але також пришвидшує кліматичні зміни.
У Фінляндії та Швеції було проведено кілька досліджень для визначення кількості парникових газів на різних етапах ланцюга постачання паливного торфу, а також проведено аналіз життєвого циклу використання торфового палива та його впливу на клімат. Деякі дослідження показують, що видобуток і спалювання торфу з незайманих торфовищ має парниковий вплив, подібний до спалювання вугілля. Однак, використовуючи торф з раніше осушених торфовищ, тобто які є великими джерелами парникових газів, можна значно зменшити радіаційний вплив на атмосферу.

### Торф'яні пожежі

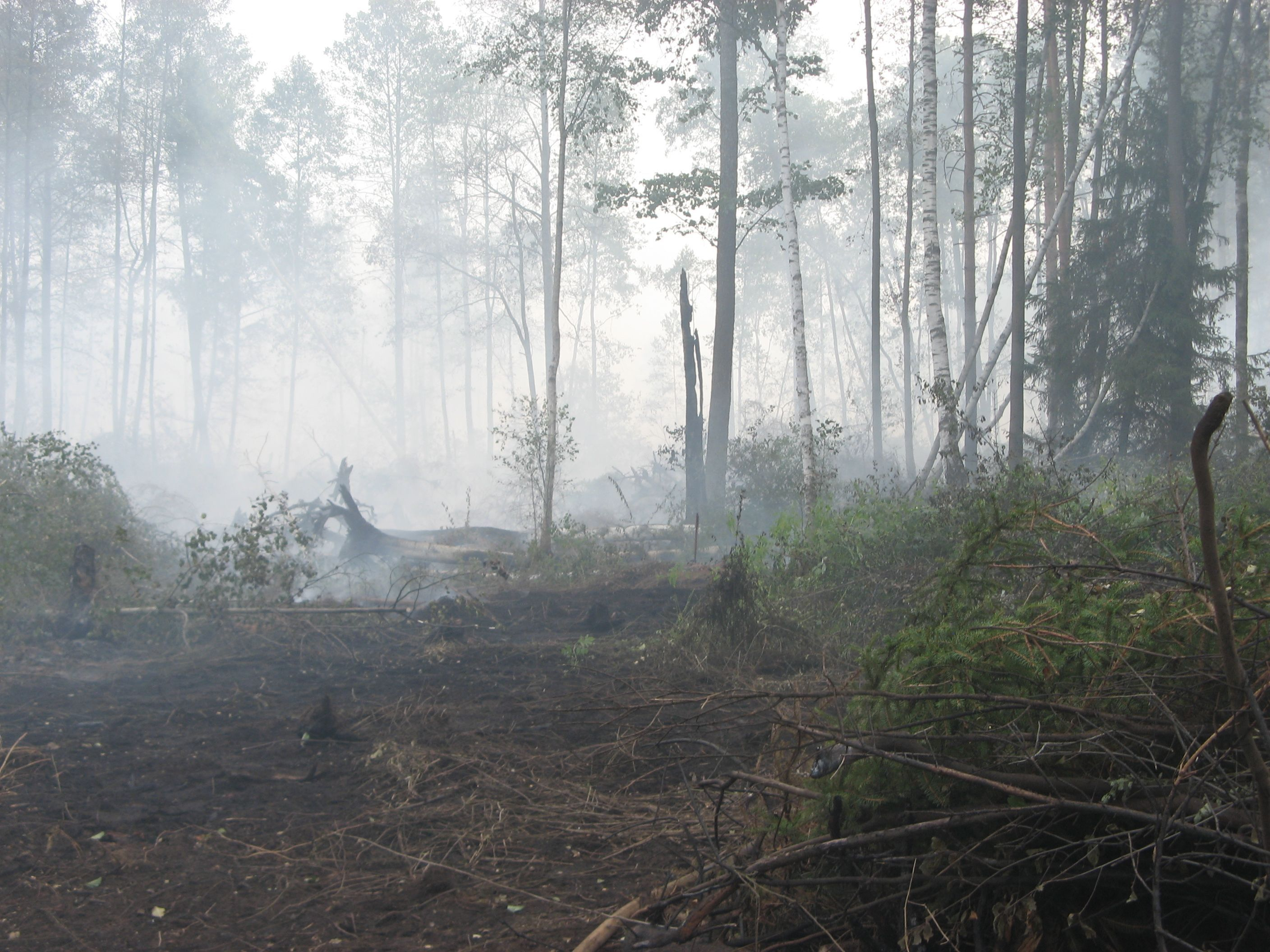
Горіння торфу у лісі. 14 серпня 2010 р. Шатурський район, Московська область

Пожежі на торф'яниках відбуваються в спекотні сухі періоди, коли поклади стають займистими. Самозаймання відбувається внаслідок нагромадження продуктів життєдіяльності мікроорганізмів в анаеробних умовах, що призводить до нагрівання торфу до 60-65 °C. Нагрівання відбувається зі швидкістю від 0,5 до 4,5 °C на добу. Торф'яники горять в декілька етапів: початкове горіння ― гетерогенне тління з виділенням великої кількості диму ― на полум'яне горіння. Гетерогенне тління може перекинутися на інші ділянки.
За середньою глибиною прогорання торф'яні пожежі поділяються на слабкі (до 25 см), середні (25-50 см), і сильні (понад 50 см). Навіть при найпотужніших і тривалих пожежах на осушених торфовищах за один сезон майже ніколи не прогорає шар торфу понад метр завтовшки.
Гасіння торф'яних пожеж утруднює те, що коли температура у верхніх шарах торфу ще недостатня для спалахування торф'яного бітуму, вони розплавлюються. Коли вода змочує бітум, утворюється тверда водонепроникна маса, під якою тління може продовжуватися, торф вигорає, утворюючи порожнини. Тління торфу може тривати навіть взимку в дуже сильні морози, оскільки осередки безпосереднього тління виявляються прикритими від холоду вище розташованими шарами торфу або торф'яної золи. Це можна зупинити ретельним перемішуванням тліючого торфу з великою кількістю води або снігу.
Торф'яні пожежі надзвичайно рідкісні й нетривалі на неосушених торфовищах; але на осушених пожежі можуть тривати тижнями, іноді навіть місяцями. Пожежам на торфовищах сприяють вирубка та розрідження лісів, оскільки зменшують надходження води в болота. 
Середня кількість пожеж по світу залежить від циклів Ель-Ніньйо. Вони можуть охоплювати мільйони гектарів. Так, внаслідок пожеж 1997-1998 років на островах Калімантан та Суматрі горіло понад 1,5-2,2 млн га торфовищ, що знищило 9,7–11,7 млн га рослинності, з них 4,5–6 млн га діптерокарпових лісів. 
Унаслідок торфових пожеж в Росії в 2010 році загинуло 53 особи, знищено понад 1200 будинків у 127 населених пунктів. Площа пожеж склала понад 500 тис. га..  . Москва впродовж тижня була заповнена їдким димом від палаючих торф'яників.
Лісові пожежі в Австралії в 2019-2020 роках знищили близько 6,3 мільйона гектарів лісів, понад 2500 будівель (включаючи понад 1300 житлових будинків). Через це лихо загинуло 25 людей.

Пожежі в Південній Америці в листопаді 2020 року знищили 28% найбільшої болотяної заплави світу Пантанал площею 190 тис. км². Цьому посприяла найбільша з 1970-х років посуха. В той рік по світу вигоріло 33 тис. км² торф'яників.

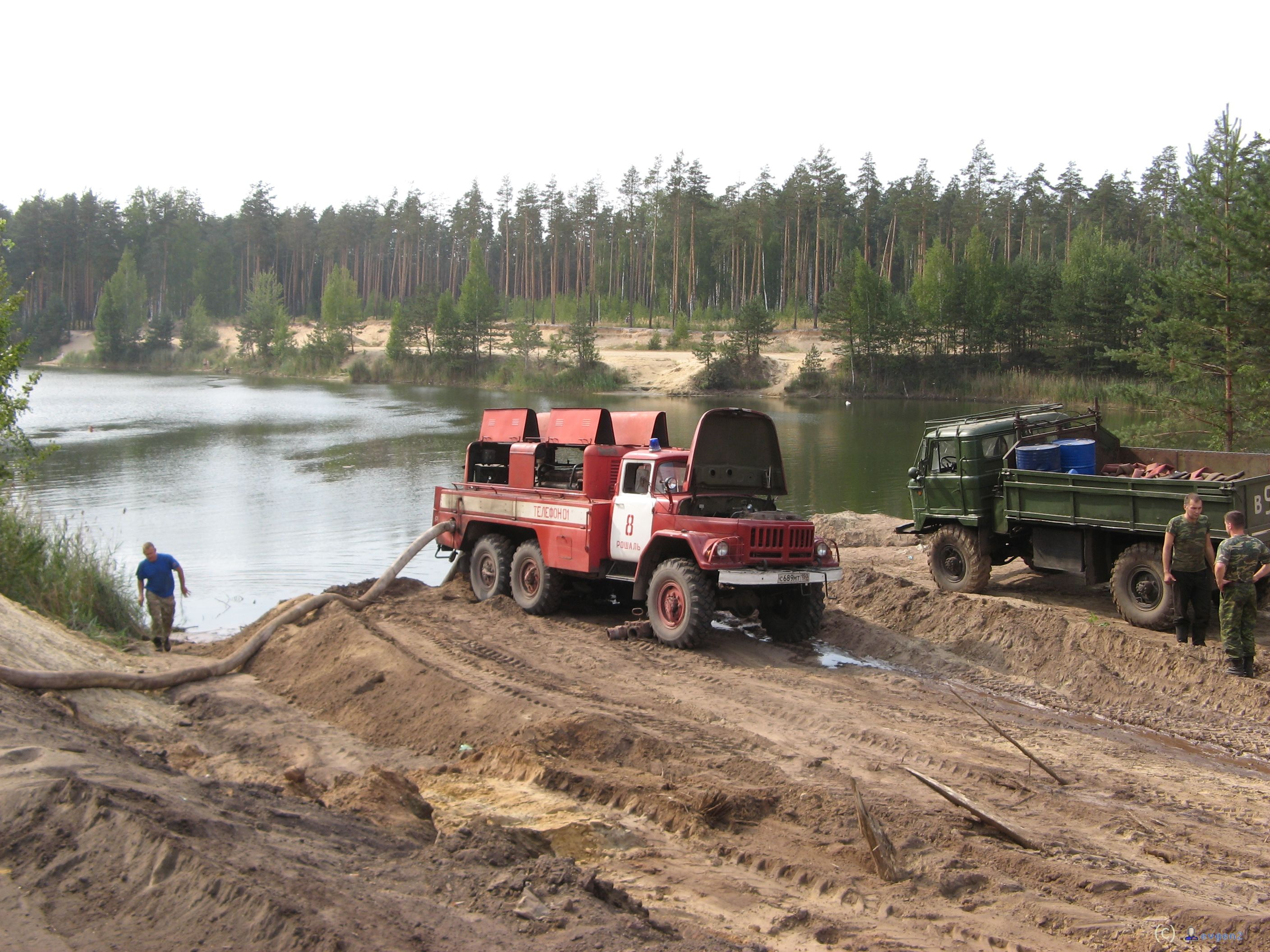
Пожежна насосна станція на гасінні лісово-торф'яної пожежі.

Продукти горіння торфу є канцерогенами. На торф'яні пожежі припадає найбільше викидів CO2, пов'язаних із землекористуванням. Торф'яні пожежі спричиняють серйозні проблеми зі здоров'ям через забруднення атмосфери. Близько 30 % дітей, що проживають в районі торфовищ в Індонезії, мають захворювання дихальних шляхів і пригнічення росту в результаті диму від горіння торфу.
Ситуація з пожежами в Росії 2010 року засвідчила, що лише 10 % торф'яних пожеж виникають унаслідок самозаймання торфу, тоді як в інших випадках виною є «людський фактор»: недопалки, сірники, полишені вогнища.
Характерні для України торфові поклади низинного типу мають невисоку пористість, містять у своїх рослинних залишках менше кисню. Тому їх горіння відбувається переважно шляхом тління, джерело горіння не може заглиблюватися в поклад на значну глибину через нестачу кисню. Іншим, непереборним для горіння бар'єром є ґрунтові води. Проте для України додаткова небезпека обумовлена тим, що більшість заторфованих долин правобережжя Київщини знаходяться на території підвищеної радіаційної небезпеки — в зоні забруднення викидами аварії Чорнобильської АЕС.
Гасіння торф'яних пожеж найефективніше, якщо на самому початку створені штучні рубежі, які зупиняють їх розвиток по всіх напрямках. Для підвищення протипожежної стійкості торфопідприємств при їх проєктуванні територію полів ділять на окремі ділянки-квартали, влаштовуючи між ними протипожежні розриви, забезпечують поля вузькоколійними шляхами, проїздами для тракторів та машин, а також проходам для успішної евакуації людей і обладнання з небезпечних зон. Між окремими ділянками, полями сушки торфу і прилеглими до них лісовими масивами, або не використовуваними ділянками торф'яних родовищ передбачаються протипожежні розриви 75-100 м. Розриви між полями добування фрезерного торфу і селищами досягають 300 м. Протипожежні розриви очищають від рослинності, по внутрішньому краю розриву копають канави. В спекотні літні дні протипожежні розриви на торфополях періодично зволожуються. Для попередження самозаймання фрезерного торфу штабелі ізолюють від проникнення в них повітря. Найчастіше для цього використовують сирий фрезерний дрібняк, який наносять на поверхню штабелів. Гасіння торф'яних пожеж ефективне з використанням пожежних стволів, якими вода вводиться в торф'яний пласт серією «уколів».

## Інтернет-ресурси
- International Peatland Society
- International Mire Conservation Group
- Irish Peatland Conservation Council
- Gardening without peat Royal Horticultural Society
- Peat-free gardens RSPB
- Massive peat burn is speeding climate change From The New Scientist
- Peatlands articles on the BBC
- Meadowview Biological Research Station
- Peat and Peatlands Bibliography
- PeatDataHub - combining global peatland datasets